# Villa rustica na Knežinama kod Kaštel Štafilića
Villa rustica na Knežinama je arheološko nalazište kod Kaštel Štafilića.

## Opis
Arhitektonski ostatci rimske vile iz razdoblja antike jasno su vidljivi na području Knežina, sjeverno od Kaštel Štafilića i to neposredno uz Javorski put, potvrđenu antičku komunikaciju (cardo centurijacije) koja je povezivala prapovijesna, antička i srednjovjekovna naselja na brežuljcima Mali i Veli Bijać s lukom u Resniku odnosno antičkom naselju Siculi. Od vidljive arhitekture izdvajaju se ostaci cisterne građene od pravilnog klesanog kamena. U neposrednoj blizini cisterne vidljivi su i ostaci ostalih pripadajućih antičkih zidova. Hodna površina obiluje ulomcima rimske keramike.
Vrijeme nastanka je od 2. do 4. stoljeća.

## Zaštita
Pod oznakom Z-4337 zavedena je kao nepokretno kulturno dobro - pojedinačno, pravna statusa zaštićena kulturnog dobra, klasificirano kao "arheološka baština".

## Vanjske poveznice
|  | Zajednički poslužitelj ima još gradiva o temi Villa rustica na Knežinama kod Kaštel Štafilića |